# Cirrhilabrus rubrimarginatus
Cirrhilabrus rubrimarginatus är en fiskart som beskrevs av Randall 1992. Cirrhilabrus rubrimarginatus ingår i släktet Cirrhilabrus och familjen läppfiskar. IUCN kategoriserar arten globalt som livskraftig. Inga underarter finns listade i Catalogue of Life.